# 동아시아 언어의 화학 원소 명명법
동아시아 언어의 화학 원소 명명법은 일부 화학 화합물(대부분 유기 화합물)의 명칭과 함께 현지어에 새로 추가된 단어이다. 고대부터 잘 알려진 금속을 제외하고, 대부분의 원소 이름은 18세기와 19세기에 현대 화학이 동아시아에 도입된 후 만들어졌으며, 나중에 발견된 원소에 대해서는 더 많은 번역어가 고안되었다.
대부분의 동아시아 언어가 한자를 사용하거나 사용해왔지만, 중국어만이 표어문자를 원소 명칭의 주요 방식으로 사용한다. 일본어(가타카나), 한국어(한글), 베트남어(쯔 꾸옥 응으)에서는 원소 이름에 주로 토착 음성 문자 체계를 사용한다.

## 중국어
중국어에서 원소에 대한 글자는 한자 쓰기 체계에서 가장 나중에 공식적으로 만들어지고 인정된 한자이다. 비공식적인 중국어 변형(예: 문어 광둥어)이나 현재는 사용되지 않는 특별한 글자(예: 측천문자)와 달리, 원소 이름은 공식적이고 일관적이며, 공립학교에 다니는 모든 중국 및 대만 학생(보통 중학교 1학년 때)에게 관화 발음으로 가르친다. 새로운 이름과 기호는 중국 과학기술용어국가위원회에서 결정한다.

### 고유 글자
일부 금속 원소는 중국에서 이미 광범위하게 광석을 채굴하고 건설, 연금술, 의학에 사용되었기 때문에 중국인에게 이미 친숙했다. 여기에는 금 (金), 은 (銀/银), 구리 (銅/铜), 철 (鐵/铁), 주석 (錫/锡)으로 구성된 오래된 "오금"(五金)과 납 (鉛/铅), 수은 (汞) 등이 있다.
일부 비금속도 광물이 널리 사용되었기 때문에 중국어에서 이미 이름이 붙여졌다. 예를 들어,
- 붕사의 일부인 붕소 (硼)
- 숯 형태의 탄소 (碳)
- 황 (硫)은 중국에서 최소 10세기부터 흑색화약을 만드는 데 사용되었다.

### 유럽 발음에 기반한 글자
그러나 중국인은 산업 시대에 대부분의 원소가 분리될 때까지는 새 원소의 존재를 알지 못했다. 따라서 이들 새로운 원소에는 형성 원리를 사용하여 발명된 새로운 글자가 필요했다. 각 글자는 의미를 나타내는 부분과 소리를 암시하는 부분의 두 부분으로 구성된다.
의미 부분은 글자의 부수이기도 하다. 이는 원소의 실온 및 표준 기압에서의 일반적인 상태를 나타낸다. 원소에는 네 가지 부수만 사용된다: 고체 금속에는 釒/钅 (jīn "금, 금속"), 고체 비금속에는 石 (shí "돌, 바위"), 액체에는 水/氵 (shuǐ "물"), 기체에는 气 (qì "공기, 증기")이다.
음성 부분은 글자의 발음을 나타내며 원소 이름의 부분적인 음역이다. 각 원소 글자에 대해 이것은 고유한 음성 구성 요소이다. 118개의 원소가 발견되었기 때문에 100개 이상의 음성 구성 요소가 원소 이름에 사용된다. 현대 중국어의 많은 글자는 성조를 포함하여 동음이의어이므로 두 개의 다른 음성 구성 요소가 동일하게 발음될 수 있다. 현재 관행은 새로운 이름이 이전 원소 이름이나 유기 작용기와 동음이의어가 되지 않도록 해야 한다. 그러나 이 규칙은 과거에는 엄격하게 따르지 않았으며, 혼란스럽게도 주석(锡)과 셀레늄(硒)의 이름은 모두 동일한 성조로 xī로 발음된다. 주석의 대체 발음 xí는 전국과학기술명사심의위원회(全国科学技术名词审定委员会)에서 권장한다.
주석(锡)과 셀레늄(硒)은 대부분의 원소 이름이 붙여졌던 19세기 후반까지 중국의 표준 방언이었던 난징어에서는 동음이의어가 아니다. 锡의 음성 구성 요소인 易(yì)는 약 3000년 전에 글자가 발명되었을 때는 정확했지만, 음운 변화로 인해 지금은 그렇지 않다. 중고 한어에서 锡는 입성 글자였으며, -p/-t/-k(또는 일부 현대 방언에서는 -ʔ)로 끝나는 폐음절이었다. 그러나 硒는 19세기 후반에 (여전히 정확한) 음성 西(xī)를 사용하여 구성되었는데, 이는 중고 한어에서 평성 글자였으며, 모음으로 끝나는 개방 음절이었다. 표준 현대 중국어의 기반이 되는 베이징어에서는 음절의 파열 자음 끝이 떨어지고, 입성은 16세기에서 17세기 사이에 복잡하고 불규칙한 방식으로 다른 성조와 합쳐졌으며, 锡와 西는 모두 1성(고음) 글자가 되었다. 난징어와 상하이 방언, 광둥어와 같이 입성을 보존하는 방언에서는 锡가 -k 또는 -ʔ 끝을 유지하고 锡와 西(硒)는 다르게 발음된다.
이것은 Sn과 Se가 모두 2가와 4가일 수 있기 때문에 구두 의사소통에 어려움을 초래하기도 한다. 따라서 SnO2 이산화 주석(二氧化锡)과 SeO2 이산화 셀레늄(二氧化硒)은 锡에 대한 변형된 xí가 없다면 èryǎnghuàxī로 동일하게 발음될 것이다. 더 이상의 혼란을 피하기 위해 중국 당국은 규소(silicon)에 대해 矽 xī (또는 어떤 성조 변형)라는 이름을 사용하지 않았다. (대만에서는 矽가 xì로 발음된다.)
| 의미    | 음성              | 원소                           | 출처                                                                                                |
| ------- | ----------------- | ------------------------------ | --------------------------------------------------------------------------------------------------- |
| 釒/钅 + | 里 lǐ             | = 鋰/锂 (lǐ)                   | lithium                                                                                             |
| 釒/钅 + | 甲 jiǎ            | = 鉀/钾 (jiǎ)                  | kalium, 칼륨의 라틴어 이름                                                                          |
| 釒/钅 + | 內/内 nèi or nà † | = 鈉/钠 (nà)                   | natrium, 나트륨의 라틴어 이름                                                                       |
| 釒/钅 + | 弟 dì or tì †     | = 銻/锑 (대만 tì / 본토 t'ī*)  | stibium, 안티모니의 라틴어 이름                                                                     |
| 釒/钅 + | 臬 niè            | = 鎳/镍 (niè)                  | nickel                                                                                              |
| 釒/钅 + | 鬲 gé             | = 鎘/镉 (gé)                   | cadmium                                                                                             |
| 釒/钅 + | 烏/乌 wū          | = 鎢/钨 (wū)                   | wolframium, 텅스텐의 라틴어 이름                                                                    |
| 釒/钅 + | 必 bì             | = 鉍/铋 (bì)                   | bismuth                                                                                             |
| 釒/钅 + | 由 yóu            | = 鈾/铀 (대만 yòu* / 본토 yóu) | uranium                                                                                             |
| 釒/钅 + | 呂/吕 lǚ          | = 鋁/铝 (lǚ)                   | aluminium                                                                                           |
| 石 +    | 典 diǎn           | = 碘 (diǎn)                    | iodine                                                                                              |
| 气 +    | 亥 hài            | = 氦 (hài)                     | helium                                                                                              |
| 气 +    | 弗 fú             | = 氟 (fú)                      | fluorine                                                                                            |
| 气 +    | 乃 nǎi            | = 氖 (nǎi)                     | neon                                                                                                |
| 石 +    | 夕 xī             | = 矽 (대만 xì* / 본토 xī)      | silicon. 주로 중화민국(대만), 홍콩, 마카오에서 사용                                                 |
| 石 +    | 圭 guī            | = 硅 (guī)                     | 규소. 고대 네덜란드어 keiaarde의 일본어 음역 '珪'(kei, けい)에서 유래. 주로 중화인민공화국에서 사용 |

† 內/内는 주로 nèi로 발음되지만, 덜 일반적으로 nà로 발음되며, 納/纳의 출처이다. 마찬가지로, 弟의 주된 발음은 dì이지만, 대체 읽기인 tì는 銻/锑를 탄생시켰다.
* 파생된 발음은 원소의 발음과 다르다 (성조 또는 소리에서).
"물" 부수(水)는 여기에서 많이 사용되지 않는데, 표준 실온 및 압력에서 실제로 액체인 원소는 브로민과 수은 두 가지뿐이기 때문이다. 이들의 글자는 원소 이름의 유럽어 발음에 기반하지 않는다. 실온에서 유일한 액체 비금속인 브로민(溴)은 다음 절에서 설명한다. 현재 중금속으로 분류되는 수은(汞)은 고대 중국에서 오랫동안 일종의 유체로 분류되었다.

### 의미 기반 글자
그러나 몇몇 글자는 위에서 언급한 "음의" 설계가 아니라 "의미-의미" 글자로 만들어졌다. 즉, 두 부분이 모두 의미를 나타낸다. 한 부분은 원소의 일반적인 상태(의미-음성 글자처럼)를 나타내고, 다른 부분은 원소의 추가적인 속성이나 기능을 나타낸다. 또한, 두 번째 부분은 원소의 발음도 나타낸다. 이러한 원소는 다음과 같다.
| 의미    | 의미                                                | 원소         | 원소명 | 비고                                                    |
| ------- | --------------------------------------------------- | ------------ | ------ | ------------------------------------------------------- |
| 釒/钅 + | 白 bái (하얀)                                       | = 鉑/铂 bó   | 백금   | 글자가 재사용되었다.                                    |
| 氵 +    | 臭 chòu (냄새나는)                                  | = 溴 xiù     | 브로민 | 냄새나는 (그리스어 βρῶμος brómos 또한 "악취"를 의미)    |
| 气 +    | 羊 yáng, 약어 養/养 yǎng (영양을 공급하다/양육하다) | = 氧 yǎng    | 산소   | 산소가 공급된 공기는 거의 모든 동물에게 영양을 공급한다 |
| 气 +    | 巠/𢀖 jīng, 약어 輕/轻 qīng (가벼운)                | = 氫/氢 qīng | 수소   | 모든 원소 중 가장 가볍다                                |
| 气 +    | 彔/录 lù, 약어 綠/绿 lǜ (녹색)                      | = 氯/氯 lǜ   | 염소   | 녹황색을 띤다                                           |
| 气 +    | 炎 yán, 약어 淡 dàn (묽은)                          | = 氮 dàn     | 질소   | 숨 쉴 수 있는 공기를 희석한다                           |
| 石 +    | 粦 lín, 약어 燐 lín (빛나다)                        | = 磷 lín     | 인     | 어둠 속에서 희미하게 빛난다                             |

1. 1 2  이 글자들의 발음은 두 번째 의미 글자의 거의 사용되지 않는 발음에서 유래한다. 오늘날 白(하얀)은 표준 관화 방언에서 보통 bái로 발음되지만, 전통적으로 b'ó가 선호되었다. 마찬가지로, 臭(냄새나는)는 현재 고어 읽기인 x'iù와 달리 거의 항상 chòu로 발음된다.
2. ↑  플래티넘/백금의 원래 의미(鉑/铂)는 "얇은 금판"이다(현재는 사용되지 않음). 이 글자는 대항해시대 이후에야 구세계에 플래티넘/백금이 알려졌기 때문에 현대에 이르기까지 플래티넘/백금과 관련이 없었다.
3. 1 2 3 4  음성 구성 요소와의 발음 불일치는 발음이 의미를 제공하는 다른 글자에서 상속되었기 때문이다. 예를 들어, 氧 yǎng(산소)의 궁극적인 발음 출처는 羊 yáng(양)이 아니라 養/养 yǎng(영양을 공급하다/양육하다)이다.

### 단순 무기 화합물 명명법에서의 사용
단순 공유 결합 이진 무기 화합물 EmXn는 다음과 같이 명명된다.
n X 化 (huà) m E   (n과 m은 중국 숫자로 쓴다),
여기서 X는 E보다 전기 음성도가 높으며, IUPAC 공식 전기 음성도 순서를 따른다. 化는 완전한 명사 또는 동사로 '변화, 변형'을 의미한다. 명사 접미사로서는 영어 접미사 -ized/-ated/-ified에 해당한다. 이것은 化学(huàxué) '화학'이라는 단어의 어근이다.
예를 들어, P4S10은 十硫化四磷 (shíliúhuàsìlín) (문자적으로: '네 개의 인에 열 개의 황', '십황화 사인')이라고 불린다. 영어 명명법과 마찬가지로, m = 1인 경우, E의 숫자 접두사는 공유 결합 화합물에서 일반적으로 생략된다. 예를 들어, CO는 一氧化碳 (yīyǎnghuàtàn) (문자적으로: '탄소에 하나의 산소', '일산화 탄소')이라고 불린다.
그러나 염으로 명명되는 화합물은 영어처럼 숫자 접두사가 모두 생략된다. 따라서 염화 칼슘 CaCl2는 氯化钙 (문자적으로: '염화 칼슘')로 명명된다. FeCl3의 중국어 이름 氯化铁는 문자적으로 '염화 철'을 의미하며, 고어 영어 이름 'muriated iron' 또는 'muriate of iron'과 유사하다. 이 예에서 氯는 '염소'이고 铁는 '철'이다.
더 높은/낮은 산화수에 대한 -ic/-ous 명명법의 중국어 유사어가 있다: -ous는 亚 (yà, '작은, 이차적인')로 번역된다. 예를 들어, FeCl2는 氯化亚铁이고 FeCl3는 氯化铁이다. 네 가지 대조에서 hypo-는 次 (cì, '열등한, 다음의')로 번역되고 per-는 高 (gāo, '높은, 위의')로 번역된다. 예를 들어, 산성 HClO는 次氯酸 "열등한 염소산", HClO2는 亚氯酸, HClO3는 氯酸, HClO4는 高氯酸이다. 이 예에서 酸 (suān, '신맛이 나는')은 (유기 또는 무기) 산을 의미한다. 스톡 명명법처럼 산화수가 명시적으로 지정되는 더 현대적인 방법도 사용될 수 있다: 따라서 주석(IV) 산화물 (SnO2)은 단순히 氧化锡(IV)이다.

### 최근 발견된 원소
2015년에 IUPAC은 네 가지 새로운 원소의 발견을 인정했다. 2016년 11월, IUPAC은 니호늄 (113Nh), 모스코븀 (115Mc), 테네신 (117Ts), 오가네손 (118Og)의 공식 명칭과 기호를 발표했다.
이후 2017년 1월, 중국 과학기술용어국가위원회는 이들 원소에 대한 네 가지 명명 글자를 발표했다. 중화민국 교육부 산하 국립교육연구원은 2017년 4월에 거의 동일한 목록을 발표했다(유일한 차이점은 니호늄과 모스코븀에 대해 간체 중국어 형태 '钅' 대신 전통 중국어 금속 부수 '釒'를 사용했다는 점).
전통 중국어의 경우, 니호늄과 모스코븀은 이미 존재하던 글자였다. 반면 간체 중국어의 경우, 모스코븀만이 이미 유니코드 표준에 존재했다. 누락된 글자들은 2018년 6월 유니코드 버전 11.0에 긴급하게 필요한 글자로 추가되었다.
이러한 기호에 대한 한자는 다음과 같다.
니호늄: 전통: U+9268 鉨  (HTML: &#37480;) 간체: U+9FED 鿭  (HTML: &#40941;)  (nǐ)
모스코븀: 전통: U+93CC 鏌  (HTML: &#37836;) 간체: U+9546 镆  (HTML: &#38214;) (mò)
테네신: 전통 및 간체 모두: U+9FEC 鿬  (HTML: &#40940;)  (tián)
오가네손: 전통 및 간체 모두: U+9FEB 鿫  (HTML: &#40939;)  (ào)

### 주기율표에서
| 1                                                                                     | 氢 qīngH   |            |            |           |          |          |         |           |           |          |          |           |           |          |           |           |          |           | 氦 hàiHe  |  |  |
| 2                                                                                     | 锂 lǐLi    | 铍 píBe    |            |           |          |          |         |           |           |          |          |           |           | 硼 péngB | 碳 tànC   | 氮 dànN   | 氧 yǎngO | 氟 fúF    | 氖 nǎiNe  |  |  |
| 3                                                                                     | 钠 nàNa    | 镁 měiMg   |            |           |          |          |         |           |           |          |          |           |           | 铝 lǚAl  | 硅 guīSi  | 磷 línP   | 硫 liúS  | 氯 lǜCl   | 氩 yàAr   |  |  |
| 4                                                                                     | 钾 jiǎK    | 钙 gàiCa   |            | 钪 kàngSc | 钛 tàiTi | 钒 fánV  | 铬 gèCr | 锰 měngMn | 铁 tiěFe  | 钴 gǔCo  | 镍 nièNi | 铜 tóngCu | 锌 xīnZn  | 镓 jiāGa | 锗 zhěGe  | 砷 shēnAs | 硒 xīSe  | 溴 xiùBr  | 氪 kèKr   |  |  |
| 5                                                                                     | 铷 rúRb    | 锶 sīSr    |            | 钇 yǐY    | 锆 gàoZr | 铌 níNb  | 钼 mùMo | 锝 déTc   | 钌 liǎoRu | 铑 lǎoRh | 钯 bǎPd  | 银 yínAg  | 镉 géCd   | 铟 yīnIn | 锡 xíSn   | 锑 tīSb   | 碲 dìTe  | 碘 diǎnI  | 氙 xiānXe |  |  |
| 6                                                                                     | 铯 sèCs    | 钡 bèiBa   | 1 asterisk | 镥 lǔLu   | 铪 hāHf  | 钽 tǎnTa | 钨 wūW  | 铼 láiRe  | 锇 éOs    | 铱 yīIr  | 铂 bóPt  | 金 jīnAu  | 汞 gǒngHg | 铊 tāTl  | 铅 qiānPb | 铋 bìBi   | 钋 pōPo  | 砹 àiAt   | 氡 dōngRn |  |  |
| 7                                                                                     | 钫 fāngFr  | 镭 léiRa   | 1 asterisk | 铹 láoLr  | 𬬻 lúRf  | 𬭊 dùDb  | 𬭳 xǐSg | 𬭛 bōBh   | 𬭶 hēiHs  | 鿏 màiMt | 𫟼 dáDs  | 𬬭 lúnRg  | 鿔 gēCn   | 鿭 nǐNh  | 𫓧 fūFl   | 镆 mòMc   | 𫟷 lìLv  | 鿬 tiánTs | 鿫 àoOg   |  |  |
|                                                                                       |            |            |            |           |          |          |         |           |           |          |          |           |           |          |           |           |          |           |           |  |  |
| 1 asterisk                                                                            | 1 asterisk | 1 asterisk | 1 asterisk | 镧 lánLa  | 铈 shìCe | 镨 pǔPr  | 钕 nǚNd | 钷 pǒPm   | 钐 shānSm | 铕 yǒuEu | 钆 gáGd  | 铽 tèTb   | 镝 dīDy   | 钬 huǒHo | 铒 ěrEr   | 铥 diūTm  | 镱 yìYb  |           |           |  |  |
| 1 asterisk                                                                            | 1 asterisk | 1 asterisk | 1 asterisk | 锕 āAc    | 钍 tǔTh  | 镤 púPa  | 铀 yóuU | 镎 náNp   | 钚 bùPu   | 镅 méiAm | 锔 júCm  | 锫 péiBk  | 锎 kāiCf  | 锿 āiEs  | 镄 fèiFm  | 钔 ménMd  | 锘 nuòNo |           |           |  |  |
| 원시 핵종 붕괴로 발생 인공 원소 배경색은 자연에서 그 원소를 발견할 수 있는지를 나타냄 |            |            |            |           |          |          |         |           |           |          |          |           |           |          |           |           |          |           |           |  |  |

일부 원소의 발음은 본토 중국과 대만 간에 다르며, 이는 본문에서 설명한다. 간체자와 본토 중국어 발음이 위에 표시되어 있다. 초악티늄족 원소 중 일부 글자는 글꼴에 따라 보이지 않을 수 있다.

### 참고
| 영어         | Z  | 본토 중국 | 대만   | 홍콩/마카오        |
| ------------ | -- | --------- | ------ | ------------------ |
| 규소         | 14 | 硅 guī    | 矽 xì  | 硅 gwai1, 矽 zik6  |
| 테크네튬     | 43 | 锝 dé     | 鎝 tǎ  | 鎝 daap1, 鍀 dak1  |
| 루테튬       | 71 | 镥 lǔ     | 鎦 liú | 鑥 lou5, 鎦 lau4   |
| 아스타틴     | 85 | 砹 ài     | 砈 è   | 砹 ngaai6, 砈 ngo5 |
| 프랑슘       | 87 | 钫 fāng   | 鍅 fǎ  | 鈁 fong1, 鍅 faat3 |
| 넵투늄       | 93 | 镎 ná     | 錼 nài | 錼 noi6, 鎿 naa4   |
| 플루토늄     | 94 | 钚 bù     | 鈽 bù  | 鈈 bat1            |
| 아메리슘     | 95 | 镅 méi    | 鋂 méi | 鎇 mei4, 鋂 mui4   |
| 버클륨       | 97 | 锫 péi    | 鉳 běi | 錇 pui4, 鉳 bak1   |
| 캘리포늄     | 98 | 锎 kāi    | 鉲 kǎ  | 鐦 hoi1, 鉲 kaa1   |
| 아인슈타이늄 | 99 | 锿 āi     | 鑀 ài  | 鎄 oi1, 鑀 oi3     |

"새로운 글자" 중 소수는 완전히 새로운 발명이 아니며, 원래 의미가 대부분의 사람들에게 오래전에 사라진 고어 글자와 일치한다. 예를 들어, 베릴륨 (鈹), 크로뮴 (鉻), 란타넘 (鑭), 프로트악티늄 (鏷)은 각각 "바늘", "갈고리", "써레", "생철"을 의미하는 모호한 글자들이다.
일부 원소의 이름은 이미 주 씨 가문 구성원의 이름에 사용된 글자로 존재했다. 명나라 초기에 홍무제는 후손의 이름이 세대별 오행 순서를 따르고, 오행 중 하나의 부수를 포함하는 글자를 가져야 한다는 규칙을 정했다. 일부 후대 후손들은 이 규칙을 맞추기 위해 거의 사용되지 않는 글자를 채택하거나 심지어 새로운 글자를 만들기도 했는데, 이 글자들이 나중에 화학 원소에 재채택되었다. 예를 들어,
- 라듐 (鐳/镭)은 영허공이 왕 주신뢰 (朱慎鐳, 1572–1598)에서 유래
- 폴로늄 (釙/钋)은 한후이 왕 주징박 (朱徵釙, 1440–1469)에서 유래
- 세륨 (鈰/铈)은 원릉선목 왕 주은시 (朱恩鈰, 1460–1497)에서 유래

대부분의 원소 이름은 간체자와 번체자에서 동일하며, 단지 서로의 변형일 뿐이다. 이는 대부분의 이름이 중국-대만 분열 이전에 단일 표준화 기관에 의해 번역되었기 때문이다. 그러나 분열 전후 또는 분열 이후에 발견된 원소들은 대만과 중국 본토에서 이름이 다른 경우가 있다. 홍콩에서는 대만과 본토 중국어 이름이 모두 사용된다. 몇몇 발음도 글자가 유사하더라도 다르다. 대표적으로 코발트 gǔ (PRC) / gū (ROC), 팔라듐 bǎ (PRC) / bā (ROC), 주석 xī (PRC) / xí (ROC), 안티모니 tī (PRC) / tì (ROC), 폴로늄 pō (PRC) / pò (ROC), 우라늄 yóu (PRC) / yòu (ROC), 보륨 bō (PRC) / pō (ROC)이 있다.
수소의 동위 원소인 수소-1 (1H), 중수소 (D), 삼중수소 (T)는 간체와 번체 모두에서 각각 氕 piē, 氘 dāo, 氚 chuān으로 쓰인다.
鑀는 대만에서 아인슈타이늄 (중국 본토: 锿)과 토륨-230 동위 원소의 이전 이름이었던 이오늄에 모두 사용된다.

### 역사
1871년, 존 프라이어와 쉬서우는 원소 이름에 단일 문자를 독점적으로 사용하는 현대적인 관례를 제안했다.

## 일본어
일본어에서 다른 단어들과 마찬가지로, 원소의 이름도 고유어(야마토코토바), 중국어(한자어) 또는 유럽어(외래어) 등 다양한 경로에서 유래했다.

### 유럽어 발음에 기반한 이름
한자를 사용하지만, 일본어는 주로 가타카나를 사용하여 유럽어 (주로 독일어/네덜란드어 또는 라틴어 [독일어를 통해] 또는 영어)에서 원소 이름을 음역한다. 아래 표에 없는 원소는 텅스텐처럼 영어 이름을 따른다.
| 원소         | 일본어                     | 비고 |
| ------------ | -------------------------- | --- |
| 텅스텐       | tangusuten (タングステン)  | 영어에서 유래. 다른 주요 유럽어는 이 원소를 볼프람 또는 텅스텐과 함께 추가 음절(-o, -e 등)로 지칭한다.                                                 |
| 니호늄       | nihoniumu (ニホニウム)     | 일본에서 발견된 첫 번째 원소. 일본(니혼)의 이름을 따서 명명됨.                                                                                         |
| 나트륨       | natoriumu (ナトリウム)     | 라틴어로 natrium |
| 칼륨         | kariumu (カリウム)         | 라틴어로 kalium |
| 타이타늄     | chitan (チタン)            | 독일어로 Titan |
| 크로뮴       | kuromu (クロム)            | 독일어로 Chrom |
| 망가니즈     | mangan (マンガン)          | 독일어로 Mangan. 이전에 아테지로 満俺로 표기됨. |
| 셀레늄       | seren (セレン)             | 독일어로 Selen |
| 나이오븀     | niobu (ニオブ)             | 독일어로 Niob |
| 몰리브데넘   | moribuden (モリブデン)     | 독일어로 Molybdän |
| 안티모니     | anchimon (アンチモン)      | 네덜란드어 antimoon 또는 독일어 Antimon에서 유래 |
| 텔루륨       | teruru (テルル)            | 독일어로 Tellur |
| 란타넘       | rantan (ランタン)          | 독일어로 Lanthan |
| 프라세오디뮴 | puraseojimu (プラセオジム) | 독일어로 Praseodym |
| 네오디뮴     | neojimu (ネオジム)         | 독일어로 Neodym |
| 탄탈럼       | tantaru (タンタル)         | 독일어로 Tantal |
| 우라늄       | uran (ウラン)              | 독일어로 Uran |
| 플루오린     | fusso (弗素)               | futsu (弗)는 flu-를 근사한다. 중국어와 유사하다: 氟, 여기에 "공기" 부수 (气)가 붙음. 弗는 상용한자가 아니므로, 종종 가타카나를 사용하여 フッ素로 쓴다. |
| 아이오딘     | yōso (ヨウ素 / 沃素)       | -yō (ヨウ, "io-" [joː], 네덜란드어 jood [joːt] 또는 독일어 Jod와 유사) + -so (素, "원소/성분"). 중국어는 碘 (diǎn), iodine의 두 번째 음절을 사용한다.  |

### 고유 이름
반면, 고대부터 알려진 원소는 중국어 차용어이며, 대부분 신자체를 제외하고 중국어 대응어와 동일하다. 예를 들어, 철(鉄)은 데쓰(당나라 차용어)이고 납(鉛)은 나마리(고유어 읽기)이다. 중국어의 모든 원소가 공식 체계에서는 한 글자이지만, 일부 일본어 원소는 두 글자로 되어 있다. 이는 종종 중국어에서 이러한 원소의 구어체 또는 일상어 이름과 병행한다. 예를 들어, 수은의 水銀/水银(병음: shuǐyín)과 황의 硫黃/硫黄(병음: liúhuáng)이 그러하다. 특수한 경우는 주석(錫, 스즈)인데, 이는 가타카나(スズ)로 더 자주 쓰인다.
| 영어 | 일본어                   | 중국어      | 비고 |
| ---- | ------------------------ | ----------- | --- |
| 수은 | suigin (水銀)            | 汞 (gǒng)   | lit. "물의 은" 또는 "수은", 원소 기호 Hg (라틴어/그리스어 hydro-argyrum, "물-은")와 같다. 중화권에서는 汞보다 水銀/水银이 더 일반적으로 사용되는데, 汞은 화학 수업(또는 기압을 가르칠 때 "汞液柱"처럼 물리학 수업에서)에서나 가르치지만 水銀/水银은 일상생활에서 사용되는 단어이기 때문이다. 예를 들어, 사람들이 온도계의 수은 액체에 대해 이야기할 때 대부분의 사람들은 汞이 아닌 "水銀/水银"이라고 말한다. 이러한 종류의 온도계는 중국어에서 "汞溫度計/汞温度計"(lit. "수은 온도계")가 전혀 사용되지 않고 "水銀溫度計/水银温度計"(lit. "물의 은 온도계")라고 불린다. 일본어에서도 汞 kō가 존재하지만 매우 드물고 문학적이며, 대체로 사용되지 않는 읽기 mizugane가 있다. 이는 昇汞 shōkō "염화수은" (중국어에도 shēnggǒng으로 존재)에서 사용된다. |
| 황   | iō, formerly iwō (硫黄)  | 硫 (liú)    | 黄 (ō)는 "노란색"을 의미하며, 硫를 같은 발음을 가진 다른 글자와 구별하기 위함이다. |
| 아연 | aen (亜鉛)               | 鋅/锌 (xīn) | "가벼운 납"을 의미. 鉛은 일본어와 중국어에서 "납"이다. |
| 백금 | hakkin (白金)            | 鉑 (bó)     | lit. "하얀 금". 중국어의 水銀/水银과 汞처럼, 白金은 "일상적인"/구어체 단어이며, 鉑/铂은 공식적인 이름이며 보통 화학 수업까지는 가르쳐지지 않는다. 중국 본토에서는 보석상에서 주로 "白金" 또는 "铂金"이라는 단어를 사용한다. |
| 비소 | hiso (砒素)              | 砷 (shēn)   | hi(ヒ) < (砒霜) hi-shimo, 삼산화 이비소의 중국어 이름 (pīshuāng). 현대 중국어에서 비소는 대신 shēn (砷)으로, arsenic의 두 번째 음절을 근사한다. 한자 砒는 매우 드물다. 종종 가타카나를 사용하여 ヒ素로 쓴다. |
| 붕소 | hōso (硼素, "붕사 원소") | 硼 (péng)   | Hō(ホウ) < hōsa (硼砂), 붕사의 중국어 이름 (péngshā). 붕소는 현대 중국어에서도 여전히 péng으로 불린다. 한자 硼는 극히 드물다. 주로 가타카나를 사용하여 ホウ素로 쓴다. |

### 의미 기반 이름
일부 이름은 나중에 원소의 속성이나 특징을 설명하기 위해 만들어졌다.
이들은 대부분 18세기경 일본에 도입되었으며, 때로는 중국어 이름과 크게 다르기도 한다. 다음 비교는 일본어가 중국어처럼 원소 명명에 부수 시스템을 사용하지 않음을 보여준다.
| 영어   | 일본어                         | 중국어       | 비고 |
| ------ | ------------------------------ | ------------ | --- |
| 수소   | suiso (水素, "물의 원소")      | 氫/氢 (qīng) | hydro- 접두사의 번역, 또는 네덜란드어 수소 단어 waterstof ("물 물질")의 번역, 또는 독일어 단어 Wasserstoff |
| 탄소   | tanso (炭素, "석탄 원소")      | 碳 (tàn)     | 네덜란드어 탄소 단어 koolstof ("석탄 물질")의 번역. |
| 질소   | chisso (窒素, "숨막히는 원소") | 氮 (dàn)     | 네덜란드어 질소 단어 stikstof ("숨막히는 물질")의 번역. 질소 자체는 독성이 없고 실제로 공기의 대부분을 구성하지만, 호흡하는 동물은 산소가 충분히 섞이지 않으면 질소만으로 생존할 수 없다. |
| 산소   | sanso (酸素, "산의 원소")      | 氧 (yǎng)    | 네덜란드어 산소 단어 zuurstof ("신 물질"), 독일어 단어 Sauerstoff 또는 그리스어 기반 산소("산 형성자")와 유사하다. 많은 19세기 유럽 화학자들은 모든 산이 산소를 포함한다고 잘못 믿었다. (많은 일반적인 산은 산소산이라고 불리지만, 모두 그렇지는 않다 — 하이드라산이라고 불리는 것들은 그렇지 않다.) |
| 규소   | keiso (硅素 / 珪素)            | 硅 (guī)     | 중국어와 동일. 한자 硅는 극히 드물다. 종종 가타카나를 사용하여 ケイ素로 쓴다. 그 기원은 네덜란드어 단어 keiaarde에 있으며, kei는 부분적인 번역차용이다. 중국어 단어는 일본어에서 정서적 차용이다. |
| 인     | rin (燐)                       | 磷 (lín)     | 중국어와 유사하지만 "돌" 부수 대신 "불" 부수를 사용한다. 한자 燐은 드물다. 보통 가타카나를 사용하여 リン으로 쓴다. |
| 염소   | enso (塩素, "소금의 원소")     | 氯 (lǜ)      | 나트륨과 함께 일반적인 식염(NaCl)을 구성한다. 塩는 鹽의 신자체 버전이다. |
| 브로민 | shūso (臭素, "냄새나는 원소")  | 溴 (xiù)     | 중국어와 유사하지만 "물" 부수가 없다. |

## 한국어
한자는 이제 한국에서 거의 사용되지 않으므로, 모든 원소는 한글로 쓰인다. 많은 한국어 과학 용어는 일본어 자료에서 번역되었기 때문에 명명 패턴은 대부분 일본어와 유사하다. 즉, 고전 원소는 중국어에서 차용한 단어이고, 새로운 원소는 유럽어에서 유래했다. 그러나 최근 일부 원소 이름이 변경되었다. 예를 들어 다음과 같다.
| 영어      | 한국어 (2014년 이전) | 출처                                       | (남)한국어 (2014년 이후) |
| --------- | -------------------- | ------------------------------------------ | ------------------------ |
| gold      | 금                   | 중국어 jin (金)에서 유래                   | 금                       |
| silver    | 은                   | 중국어 yin (銀)에서 유래                   | 은                       |
| antimony  | 안티몬               | 독일어에서 유래                            | 안티모니                 |
| tungsten  | 텅스텐               | 영어에서 유래                              | 텅스텐                   |
| sodium    | 나트륨               | 라틴어 또는 독일어 (natrium의 Na)에서 유래 | 소듐                     |
| potassium | 칼륨                 | 라틴어 또는 독일어 kalium에서 유래         | 포타슘                   |
| manganese | 망간                 | 독일어 Mangan에서 유래                     | 망가니즈                 |

근대 이전(18세기)의 원소들은 종종 일본어에 해당하는 단어의 한국어 발음인데, 예를 들어 다음과 같다.
| 영어     | 한국어 (한글, 한자) |
| -------- | ------------------- |
| hydrogen | 수소, 水素          |
| carbon   | 탄소, 炭素          |
| nitrogen | 질소, 窒素          |
| oxygen   | 산소, 酸素          |
| chlorine | 염소, 鹽素          |
| zinc     | 아연, 亞鉛          |
| mercury  | 수은, 水銀          |

## 베트남어
베트남어에서 고대와 중세 시대부터 알려진 일부 원소는 중국어에서 차용한 단어이다. 예를 들어, 구리 (銅에서 유래한 đồng), 주석 (錫에서 유래한 thiếc), 수은 (水銀에서 유래한 thuỷ ngân), 황 (硫黃에서 유래한 lưu huỳnh), 산소 (氧氣에서 유래한 dưỡng khí, oxi 또는 oxy가 더 흔한 이름), 백금 (白金에서 유래한 bạch kim, platin이 또 다른 흔한 이름) 등이 있다.
다른 원소들은 고유어 또는 오래된 한월어 이름을 가지고 있다. 예를 들어, 철은 sắt, 은은 bạc, 납은 chì, 금은 vàng, 니켈은 kền (niken 또는 nickel이 더 흔한 이름), 아연은 kẽm 등이 있다.
어느 경우든, 이제는 쯔 꾸옥 응으로 표기된다. 라틴 문자가 도입되기 전에는 sắt은 𨫊, bạc은 鉑, chì는 𨨲, vàng은 鐄, kền은 𨪝, kẽm은 𨯘로 쯔놈에 표기되었다.
대부분의 원소는 유럽어 이름(대개 프랑스어)을 줄여서 현지화한 발음이다. 예를 들어 다음과 같다.
- Phosphorus는 phốtpho 및 phosphor가 된다.
- -ine 접미사는 없다. 예를 들어, chlorine, iodine, fluorine은 각각 clo, iốt (또는 iod), flo가 된다. 프랑스어 chlore, iode, fluor와 비교해 볼 수 있다.
- -um 접미사는 사라진다. 예를 들어, caesium은 xêzi (또는 caesi)가 되며, 발음은 /sezi/이다. 프랑스어 césium은 /sezjɔm/으로 발음되는 반면, 영어는 /si'zi-/이다.
  - 마찬가지로, 베릴륨, 텔루륨, 리튬, 나트륨(소듐), 란타넘은 각각 berili, telua, liti, natri, lantan이 된다.
- -gen 접미사는 사라진다. 예를 들어, 질소, 산소, 수소는 각각 nitơ, ôxy, hiđrô가 된다.

소수의 원소, 주로 -ium 접미사가 붙지 않는 원소는 전체 이름을 유지한다. 예를 들어 다음과 같다.
- 텅스텐(볼프람이라고도 함)은 volfram이 된다.
- 비스무트는 bitmut이 된다.
- 알루미늄은 nhôm (銋)이 된다. 이는 -nium 접미사가 유사한 발음을 가지기 때문이다. 이는 베트남에서 영어로 알려진 첫 번째 원소였다.
- -on 접미사가 붙는 원소(예: 비활성 기체)는 일관성이 없어 보인다. 붕소와 규소는 각각 bo와 silic으로 줄여진다. 반면에 네온, 아르곤, 크립톤, 제논, 라돈은 일반적인 짧은 형태가 없다.
- 다른 할로젠과 달리 아스타틴은 접미사를 유지한다(베트남어로 astatin).
- 안티모니는 antimon으로, 비소는 asen으로 줄여진다. 이 이름들은 독일어 이름(Antimon 및 Arsen)과 유사하다.

일부 원소는 여러 이름을 가지고 있다. 예를 들어, 칼륨은 pô-tát과 kali(원소의 라틴어 이름인 kalium에서 유래)로 알려져 있다.
2018년 일반 교육 프로그램 화학 섹션 업데이트는 다음과 같다. (50페이지)
- 통합 원칙: 화학 명명법은 베트남 표준(TCVN 5529:2010 및 5530:2010, 표준측정품질총국, 과학기술부 결정 No. 2950-QD/BKHCN)을 참조하여 국제 순수·응용 화학 연합(IUPAC)의 권고에 따라 사용되며, 베트남의 관행과 일치하고 점진적으로 통합 및 통일 요구사항을 충족한다.
- 실제 원칙: 베트남에서 일반적으로 사용되는 13가지 원소 금, 은, 구리, 납, 철, 알루미늄, 아연, 황, 주석, 질소, 나트륨, 칼륨, 수은의 이름을 사용한다. 동시에 쉽게 참조할 수 있도록 영어 용어를 제공한다. 이 원소들의 화합물은 IUPAC 권고에 따라 명명된다.

## 같이 보기
- 화학 원소의 발견
- 중국어 유기 명명법

## 참고 문헌
- Wright, David (2000). Translating Science: The Transmission of Western Chemistry into Late Imperial China, 1840–1900. Leiden; Boston: Brill. See especially Chapter Seven, "On Translation".

### 주기율표
- 번체 중국어 대화형 주기율표
- 간체 중국어 대화형 주기율표
- 일본어 대화형 주기율표
- 한국어 대화형 주기율표
- 베트남어 대화형 주기율표
- 영어-중국어 원소 주기율표

### 문서
- 중국 주기율표: 현대 화학이 중국에 도입된 맥락에서 화학 언어를 이해하기 위한 로제타 스톤 보관됨 2016-03-10 - 웨이백 머신
- 화학 용어 번역에 대한 새로운 연구 보관됨 2016-03-10 - 웨이백 머신 - 존 프라이어와 쉬서우
- 화학 원소의 중국어 용어
- 화학 국제지 -- IUPAC 뉴스 매거진